# Hennur, Arkalgud
Hennur là một làng thuộc tehsil Arkalgud, huyện Hassan, bang Karnataka, Ấn Độ.